# Suya (Bénin)
Pour les articles homonymes, voir Suya.
Suya est l'un des sept arrondissements de la commune de Nikki dans le département du Borgou au Bénin.

## Géographie
L'arrondissement de Suya est situé au nord-est du Bénin et compte 5 villages que sont Chindaroukpara, Daroukpara, Ganchon, Soumarou et Suya.

## Démographie
Selon le recensement de la population de 2013 conduit par l'Institut national de la statistique et de l'analyse économique (INSAE), Suya compte 7807 habitants.